# Kostel Panny Marie Sedmibolestné (Skřečoň)
Kostel Panny Marie Sedmibolestné v Bohumíně-Skřečoni (okres Karviná) je filiální kostel, který byl postaven v letech 1912–1924 a je kulturní památkou České republiky.

## Historie
První písemná zmínka o obci Skřečoň pochází z roku 1305. Výstavba kostela v pozdně historizujícím slohu byla zahájená 4. května 1912. Výstavba byla přerušena vypuknutím první světové války. Po ukončení války byl kostel v roce 1924 dostavěn za peněžité pomoci vratislavského arcibiskupa Adolfa Bertrama, který daroval 250 000 Kč.
Kostel Panny Marie Sedmibolestné patří pod Římskokatolickou farnost Nový Bohumín, děkanát Karviná.

## Popis
Jednolodní orientovaná podélná zděná stavba s polygonálním závěrem z režného zdiva s nižší příčnou lodí. V ose západního průčelí je předsazená hranolová odstupňovaná věž vysoká 43 m. Loď je zaklenutá křížovou žebrovou klenbou. Kruchta je zdobená historizujícím vyřezávaným dřevěným parapetem. Varhany byly vybaveny unikátním poprvé využitým elektromagnetickým dmychadlem vzduchu. Vysoká okna zdobí vitráže s novozákonními motivy. Nasvětlení kostelní věže bylo provedeno k 85. výročí kostela, investice činila 140 000 Kč.